# Ivindomyrus
Ivindomyrus ist eine Gattung afrikanischer Süßwasserfische aus der Familie der Nilhechte (Mormyridae). Die Gattung kommt mit zwei Arten in Niederguinea vom südlichen Kamerun bis Gabun vor.

## Merkmale
Die Fische werden 18 bis 27 cm lang. Der Körper ist leicht hochrückig und seitlich abgeflacht, das Rückenprofil ist gebogen oder fast gerade, das Kopfprofil ist rund oder leicht konkav. Die Augen sind klein, das Maul ist unterständig. Jeder Kiefer hat eine Zahnreihe. Die Zähne sind leicht zweispitzig, 5 bis 8 stehen im Oberkiefer und 6 bis 8 im Unterkiefer. Die vorderen und hinteren Nasenöffnungen stehen nah zusammen, mittig zwischen den Augen und der Schnauzenspitze. Die Kinnschwellung ist klein oder mittelgroß. Der Schwanzstiel setzt sich deutlich vom Rumpf ab und ist schlank und lang. Die Bauchflossen stehen näher zu den Brustflossen als zur Afterflosse. Die Rückenflosse ist kürzer als die Afterflosse, ihr Vorderende liegt hinter dem Vorderende der Afterflosse.
Von Hippopotamyrus castor, der einzigen Hippopotamyrus-Art in Gabun und Niederguinea, unterscheidet sich Ivindomyrus durch die voneinander versetzte Rücken- und Afterflosse, bei Hippopotamyrus castor stehen sie genau symmetrisch gegenüber. Bei Hippopotamyrus castor sind die beiden mittleren Zähne im Unterkiefer verlängert, während sie bei Ivindomyrus genau so lang sind wie die benachbarten Zähne. Von Pollimyrus kann Ivindomyrus durch die Position der Nasenöffnungen unterschieden werden. Wie alle Nilhechte sind Ivindomyrus-Arten zur Elektrokommunikation und Elektroorientierung fähig.

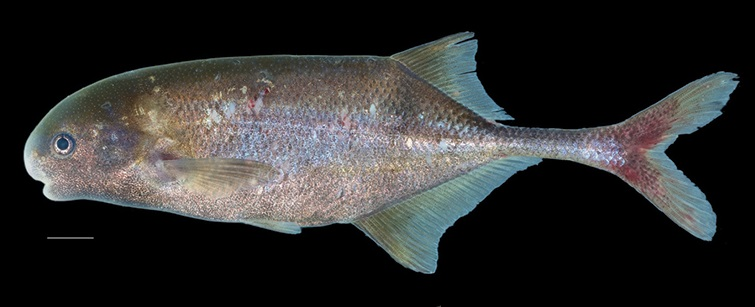
Ivindomyrus marchei

## Arten
- Ivindomyrus marchei (Sauvage, 1879)
- Ivindomyrus opdenboschi Taverne & Géry, 1975